# Фабрика (Павија)
Фабрика је насеље у Италији у округу Павија, региону Ломбардија.
Према процени из 2011. у насељу је живело 81 становника. Насеље се налази на надморској висини од 93 м.